# Емельянова, Татьяна Петровна
Татьяна Петровна Емельянова (20 октября 1950 года) — российский психолог.

## Биография
Родилась 20 октября 1950 года.
Окончила кафедру социальной психологии факультета психологии МГУ.
В 1985 году — защитила кандидатскую диссертацию, тема: «Концепция социальных представлений в современной французской социальной психологии».
В 2006 году — защитила докторскую диссертацию, тема: «Конструирование социальных представлений в условиях трансформации российского общества».
В 2009 году — присвоено учёное звание профессора.
Ведущий научный сотрудник лаборатории социальной и экономической психологии Института психологии РАН, член учёного совета ИП РАН.
Член диссертационных советов при ИП РАН и факультете психологии МГУ, работала экспертом Российского гуманитарного научного фонда.
Член международного редакционного совета журнала «Вестник Московского университета. Серия 14. Психология», член редколлегии «Психологического журнала».

## Научная деятельность
Область научных интересов: социальные представления, социальный конструкционизм, коллективная память, психология коллективного субъекта, кросскультурные исследования, закономерности конструирования социальных представлений в условиях общественной нестабильности, историческая психология.
Под её руководством защищены 8 кандидатских диссертаций.
- Конструирование социальных представлений в условиях трансформации российского общества. М.: П РАН, 2006. 400 с.
- Концепция социальных представлений в современной французской психологии. М.: Изд-во Моск. ун-та, 1987. 128 с. (В соавторстве с А. И. Донцовым)
- Социальное представление — понятие и концепция: итоги последнего десятилетия // Психологический журнал. 2001. Т. 22. № 6. С. 39-47.
- Социальное представление как инструмент коллективной памяти (на примере воспоминаний о Великой Отечественной войне) // Психологический журнал. 2002. Т. 23. № 4. С. 56-66.
- Кросскультурная психология: проблемы и тенденции развития // Психологический журнал. 2004. Т. 25. № 1. С. 61-69.
- Концепция социальных представлений и дискурсивная психология // Психологический журнал. 2005. Т 26. № 5. С. 16-25.
- Коллективная память с позиций конструкционизма // Междисциплинарные исследования памяти / Под. ред. А. Л. Журавлева, Н. Н. Корж. М: ИП РАН, 2009. С. 17-32.
- Социальные представления и символический коупинг в условиях культурной травмы // Макропсихология современного российского общества / Отв. ред. А. Л. Журавлев, А. В. Юревич. М: ИП РАН, 2009. С. 85-136.
- Социальные представления — инструменты анализа социальных явлений в переходном обществе // Константа в неопределенном и меняющемся мире. М., МГУ им. М. В. Ломоносова, 2010. С. 217—228.
- Амбивалентность содержания социальных представлений о душевнобольном в обществе // Психологические проблемы современного российского общества / Отв. Ред. А. Л. Журавлев, Е. А. Сергиенко. М.: ИП РАН, 2012. С. 409—431.
- Емельянова Т. П. Социальные представления о стихийных бедствиях в России (на примере аномальной жары и её последствий) // Психологические исследования проблем современного российского общества / Под ред. А. Л. Журавлева, Е. А. Сергиенко. М.: ИП РАН, 2013. С. 15-31.
- Емельянова Т. П. Проблема стигматизации наркозависимых людей в двух возрастных группах // Психологические исследования нравственности / Отв. ред. А. Л. Журавлев, А. В. Юревич. М.: ИП РАН, 2013. С. 303—326.
- Емельянова Т. П. Значимые фигуры российской истории в коллективной памяти разных групп общества // Знание. Понимание. Умение. 2013. № 2. С. 123—129 (в соавторстве с Кузнецовой А. В.).
- Емельянова Т. П. Образ будущего благосостояния в обыденном сознании россиян // Психологический журнал, 2013, том 31, № 5, с. 25-41 (в соавторстве с Т. В. Дробышевой).
- Емельянова Т. П. Социальные представления о мигрантах у членов больших групп общества // Психология человека и общества: научно-практические исследования / Под ред. А. Л. Журавлева, Е. А. Сергиенко, Н. В. Тарабриной. М.: ИП РАН, 2014. С. 127—145.
- Конструирование социальных проблем в СМИ и в представлениях граждан (на примере бедности) // Психологические исследования. 2015. Т. 8, № 39. С. 1 (в соавторстве с Дробышевой Т. В.)
- Спектр представлений о победе в Великой Отечественной войне у четырёх поколений россиян // Вопросы психологии. 2015. № 2. С. 108—119. (в соавторстве с Мишариной А. В.)
- Психологическое благополучие и социальные представления о жизни в мегаполисе // Знание. Понимание. Умение. 2015. № 1. С. 213—223.

## Награды
- Премия имени С. Л. Рубинштейна (совместно с В. А. Мазиловым, И. А. Мироненко, за 2020 год) — за серию научных работ по теме «Методология и история современной психологии»